# Continental (1934)
Continental, även kallad En glad skilsmässa i Finland, (engelska: The Gay Divorcee) är en amerikansk musikalfilm från 1934 i regi av Mark Sandrich. I huvudrollerna ses Fred Astaire och Ginger Rogers, i övriga roller märks Alice Brady, Edward Everett Horton, Eric Blore, och Erik Rhodes. Filmen vann en Oscar för bästa sång, "The Continental".

## Handling
En amerikan (Astaire) är i London tillsammans med en god vän (Norton). Vid ankomsten träffar han på den söta Mimi (Rogers). Han sätter igång och letar efter henne i London och i en badort. Det visar sig att Egbert och tant Hortense (Brady) tidigare varit gifta. Egbert hjälper Mimi med att skiljas från sin man genom att betala en italienare att spela hennes älskare. Men Mimi tar fel på Guy och italienaren...

## Om filmen
Manus skrevs av Dwight Taylor, Kenneth S. Webb, Samuel Hoffenstein, George Marion Jr., Dorothy Yost och Edward Kaufman, ursprungligen var det en aldrig uppsatt pjäs av J. Hartley Manners. 

## Rollista i urval
- Fred Astaire - Guy Holden, amerikansk playboy
- Ginger Rogers - Mimi Glossop, amerikan, Hortenses brorsdotter
- Alice Brady - Hortense
- Edward Everett Horton - Egbert Fitzgerald, brittisk jurist
- Eric Rhodes - Rodolfo Tonetti, italiensk artist
- Eric Blore - kyparen
- William Austin - Cyril Glossop
- Charles Coleman - betjänt
- Lillian Miles - gäst
- Betty Grable - gäst

## Sånger i filmen
- The Continental (text: Herb Magidson musik: Con Conrad), sjungs av Ginger Rogers, Erik Rhodes & Lillian Miles
- Don't Let It Bother You (text: Mack Gordon musik: Harry Revel), sjungs av kör
- Let's K-nock K-nees (text: Mack Gordon musik: Harry Revel), sjungs av Betty Grable
- Needle in a Haystack (text: Herb Magidson musik: Con Conrad), sjungs av Fred Astaire
- Night and Day (Cole Porter), sjungs av Fred Astaire